# Rubén Álvarez Pedrosa
Rubén Álvarez Pedrosa (ur. 17 lipca 1989 w Oviedo) – hiszpański wioślarz.

## Osiągnięcia
- Mistrzostwa Świata U-23 – Glasgow 2007 – czwórka bez sternika wagi lekkiej – 12. miejsce[1].
- Mistrzostwa Świata U-23 – Račice 2009 – czwórka bez sternika wagi lekkiej – 3. miejsce[1].
- Mistrzostwa Świata – Poznań 2009 – czwórka bez sternika wagi lekkiej – 7. miejsce[1].
- Mistrzostwa Europy – Brześć 2009 – czwórka bez sternika wagi lekkiej – 6. miejsce[1].
- Mistrzostwa Europy – Montemor-o-Velho 2010 – dwójka bez sternika wagi lekkiej – 3. miejsce[1].